# Space Dungeon
Space Dungeon es un videojuego de género matamarcianos publicado por Taito en el año 1981 para las máquinas recreativas.
El juego incluía un controlador que poseía dos palancas analógicas. La izquierda controlaba el movimiento, mientras que la derecha controlaba el ángulo de disparo. En Space Dungeon, el jugador debe moverse a través de un laberinto que a través del juego reduce su tamaño, esquivando enemigos y recolectando tesoros. También es muy memorable el hecho de que al comenzar cada nivel, el juego mostraba un poema. El juego se convirtió por poco tiempo en un juego de culto, con muchos jugadores con experiencia maniobrando su nave con un controlador entre las rodillas en vez de usar las palancas de forma tradicional.